# Tweede Slag bij Bull Run
De Tweede Slag bij Bull Run of Tweede Slag bij Manassas vond plaats tussen 28 augustus en 30 augustus 1862 bij het riviertje de Bull Run in Prince William County, Virginia, tussen de Noordelijke Army of Virginia van generaal-majoor John Pope en de Zuidelijke Army of Northern Virginia van generaal Robert E. Lee en generaal-majoor Thomas "Stonewall" Jackson.
Na een weidse flankeerbeweging uitgevoerd door de Zuidelijke generaal-majoor Thomas J. "Stonewall" Jackson had hij de belangrijke Noordelijke opslagplaats bij Manassas Junction veroverd. Dit was een ernstige bedreiging voor de communicatie- en bevoorradingslijnen van het Noordelijke leger. Jackson trok zich na het plunderen van het depot enkele kilometers terug. Hij nam defensieve stellingen bij Stoney Ridge in. Op 28 augustus viel Jackson een Noordelijke colonne aan bij Brawner’s Farm. Diezelfde dag brak de andere vleugel van Lees leger onder leiding van generaal-majoor James Longstreet door bij Thoroughfare Gap. Longstreet marcheerde daarna richting de stellingen van Jackson.
Pope dacht dat hij Jackson had geblokkeerd en kon vernietigen. Hij concentreerde het merendeel van zijn leger tegen Jackson. Op 29 augustus lanceerde Pope een serie van aanvallen op de stellingen van Jackson langs een onafgewerkte spoorweg. De aanvallen werden afgeslagen met zware verliezen aan beide zijden. Rond de middag arriveerde Longstreet en stelde zijn divisies op naast de rechterflank van Jackson. Op 30 augustus zette Pope zijn aanvallen op Jackson voort. Hij was zich niet bewust van Longstreets aanwezigheid. Nadat Zuidelijke artillerie een Noordelijke aanval van generaal-majoor Fitz John Porters V Corps kapotschoot, ging Longstreet in de tegenaanval met 25.000 soldaten. Dit was de grootste, gelijktijdige massa-aanval van de oorlog.
Tijdens de oorlog vonden er aanvallen plaats met meer soldaten zoals de aanval op Gaines' Mill met 57.000 soldaten. Daar werden de soldaten echter in kleinere aanvallen ingezet. De Noordelijke linkerflank werd vernietigd en het leger werd teruggedreven naar de Bull Run. Een efficiënt achterhoede gevecht kon het leger redden van een scenario als in de Eerste Slag bij Bull Run. Popes terugtocht naar Centreville was niettemin overhaast.

## Samenstelling van de legers

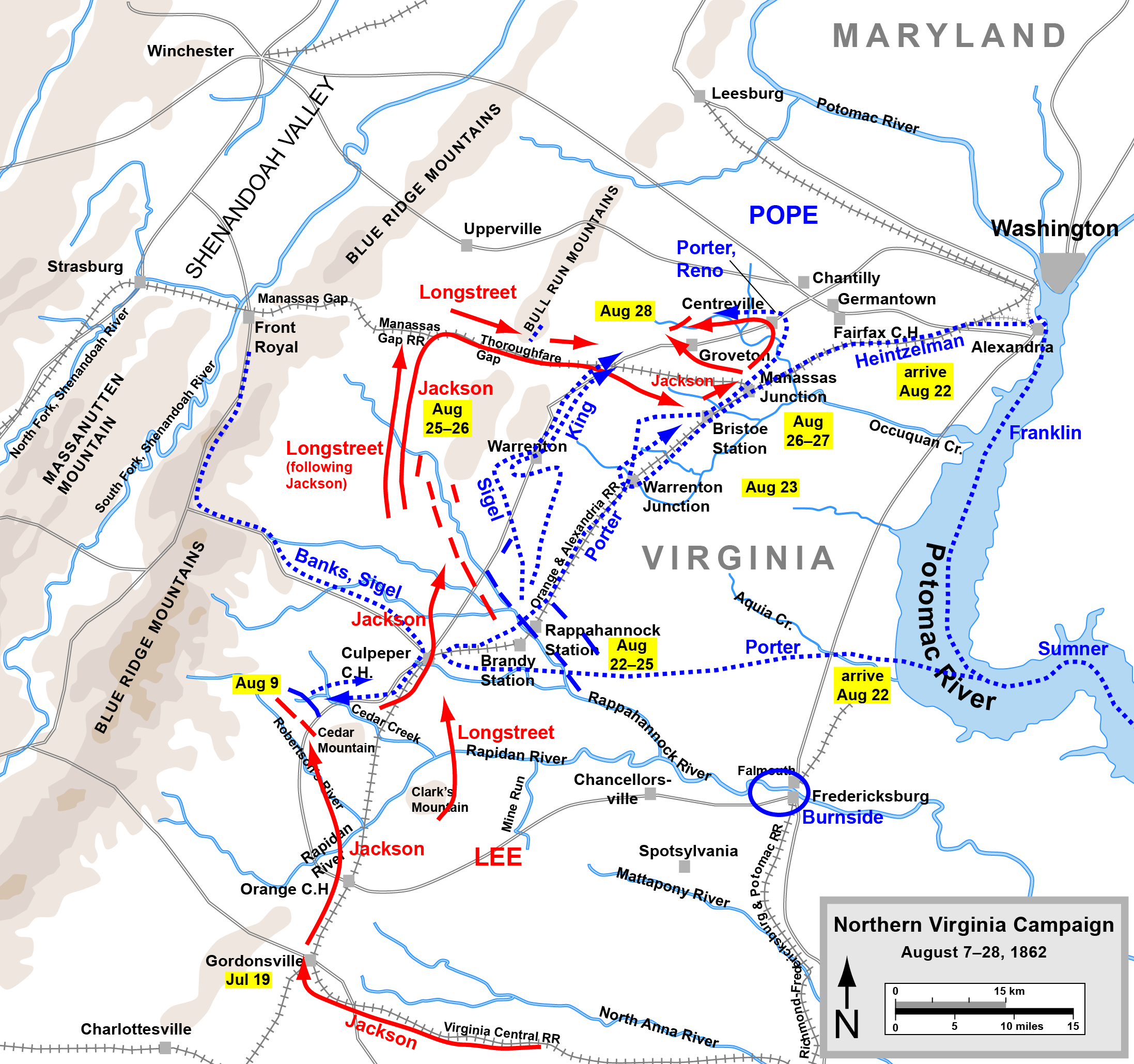
Veldtocht in Noord-Virginia, 7 augustus tot 28 augustus 1862.

Na de nederlaag van generaal-majoor George B. McClellan in de Zevendagenslag van de Schiereilandveldtocht in juni 1862, stelde president Abraham Lincoln John Pope aan tot nieuwe bevelhebber van de Army of Virginia. John Pope had al enkele successen geboekt in de westelijke strijdtonelen van de oorlog zoals de inname van Island Number Ten. Lincoln zocht en vond een agressievere bevelhebber in Pope.
De Noordelijke Army of Virginia (51.000 soldaten) was ingedeeld in drie korpsen. Het I Corps werd geleid door generaal-majoor Franz Sigel. Het II Corps stond onder bevel van generaal-majoor Nathaniel P. Banks en het III Corps werd aangevoerd door generaal-majoor Irvin McDowell die de Eerste Slag bij Bull Run had verloren. Delen van drie korpsen van de Army of the Potomac (namelijk het III, V, VI Corps) en het IX Corps van generaal-majoor Ambrose Burnside onder leiding van generaal-majoor Jesse L. Reno voegden zich bij het leger van Pope. Dit bracht de Noordelijke sterkte op 77.000 soldaten.
De Zuidelijke Army of Northern Virginia (55.000 soldaten) bestond uit twee vleugels. De rechtervleugel werd aangevoerd door generaal-majoor James Longstreet en de linkervleugel door generaal-majoor Stonewall Jackson. De cavalerie werd aangevoerd door generaal-majoor J.E.B. Stuart die toegevoegd werd aan Jackson.

## Achtergrond
Popes opdracht bestond uit twee facetten. Enerzijds moest hij Washington en de Shenandoahvallei beschermen en anderzijds diende hij Zuidelijke eenheden af te leiden van McClellans terugtrekkende leger door op te rukken naar Gordonsville. Na de Zevendagenslag was Robert E. Lee overtuigd van de nederlaag van McClellan. McClellan vormde geen bedreiging meer. Daardoor kon Lee Jackson naar Gordonsville sturen om Pope te blokkeren en de Virginia Central Railroad te beschermen.
Lee had zijn eigen plannen. Lee zag de kans om Popes leger te verslaan. De legers van Pope en McClellan lagen te ver uiteen om elkaar directe steun te bieden. Na het verslaan van Popes leger zou Lee opnieuw McClellans leger aanpakken. Hij stuurde generaal-majoor A.P. Hill naar Jackson met 12.000 soldaten. Op 3 augustus kreeg McClellan het bevel van Henry W. Halleck om de laatste eenheden terug te trekken van het schiereiland en aansluiting te zoeken bij Pope. McClellan diende een officieel protest in en begon pas op 14 augustus met de nodige maatregelen te treffen.
Op 9 augustus viel het korps van Nathaniel Banks Jackson aan bij Cedar Mountain. Banks had initieel de overhand. Een Zuidelijke tegenaanval van A.P. Hill dreef de Noordelijken van het slagveld naar Cedar Creek. Jacksons aanval werd tegengehouden door de divisie van brigadegeneraal James B. Ricketts. Jackson besefte dat alle Noordelijke korpsen in de buurt waren. Nu kon hij niet elk vijandelijk korps afzonderlijk verslaan. Jackson bleef waar hij was tot 12 augustus voor hij zich terug trok naar Gordonsville. Op 13 augustus stuurde Lee Longstreet naar Jackson als versterking.
Van 22 tot 25 augustus vochten de twee legers een serie van kleine slagen en schermutselingen uit langs de rivier de Rappahannock. Door zware regenval en een wassende rivier slaagde Lee er niet in om de rivier over te geraken. Ondertussen arriveerden de versterkingen van de Army of the Potomac. Lee stelde een nieuw plan op. Hij stuurde de helft van zijn leger met Jackson en Stuart op een flankeerbeweging om de communicatielijnen, de Orange & Alexandria Railroad, van Pope te verbreken. Dan zou Pope zich moeten terugtrekken. Ondertussen zou Lee het vijandelijk leger aanvallen en verslaan. Op 25 augustus vertrok Jackson Naar Salem.
In de avond van de 26ste augustus marcheerde Jackson rond Popes rechterflank via de Thoroughfare Gap. Jackson vernietigde de spoorweg bij Bristoe Station en voor het aanbreken van de 27ste augustus had hij het Noordelijke depot bij Manassas Junction veroverd en vernietigd. Deze verrassingsaanval dwong Pope tot de terugtocht. Tijdens de nacht van 27 op 28 augustus rukte Jackson op in noordelijke richting naar het oude slagveld van Bull Run. Daar nam hij defensieve stellingen in langs een onafgewerkte spoorweg bij Stoney Ridge. Het was een sterke defensieve positie. De Zuidelijken verborgen zich in de omliggende bossen. Ze hadden van hieruit een goed overzicht op de omliggende wegen en Warrenton Turnpike, de meest waarschijnlijke Noordelijke marsroute. Op zijn rechterflank lagen enkele goede wegen wat het gemakkelijker zou maken voor Longstreet om Jackson te versterken of om Jackson een vluchtroute te geven. Ten slotte bood de onafgewerkte spoorweg genoeg putten en geulen om er zeer snel loopgraven van te maken.
In de Slag bij Thoroughfare Gap op 28 augustus brak Longstreet door de pas en kon hij aansluiting vinden met Jackson. Dit zou de nederlaag inluiden van Pope omdat de beide vleugels van het Zuidelijke leger aansluiting gevonden hadden.

## De slag

### 28 augustus: Brawner's Farm (Gainesville)

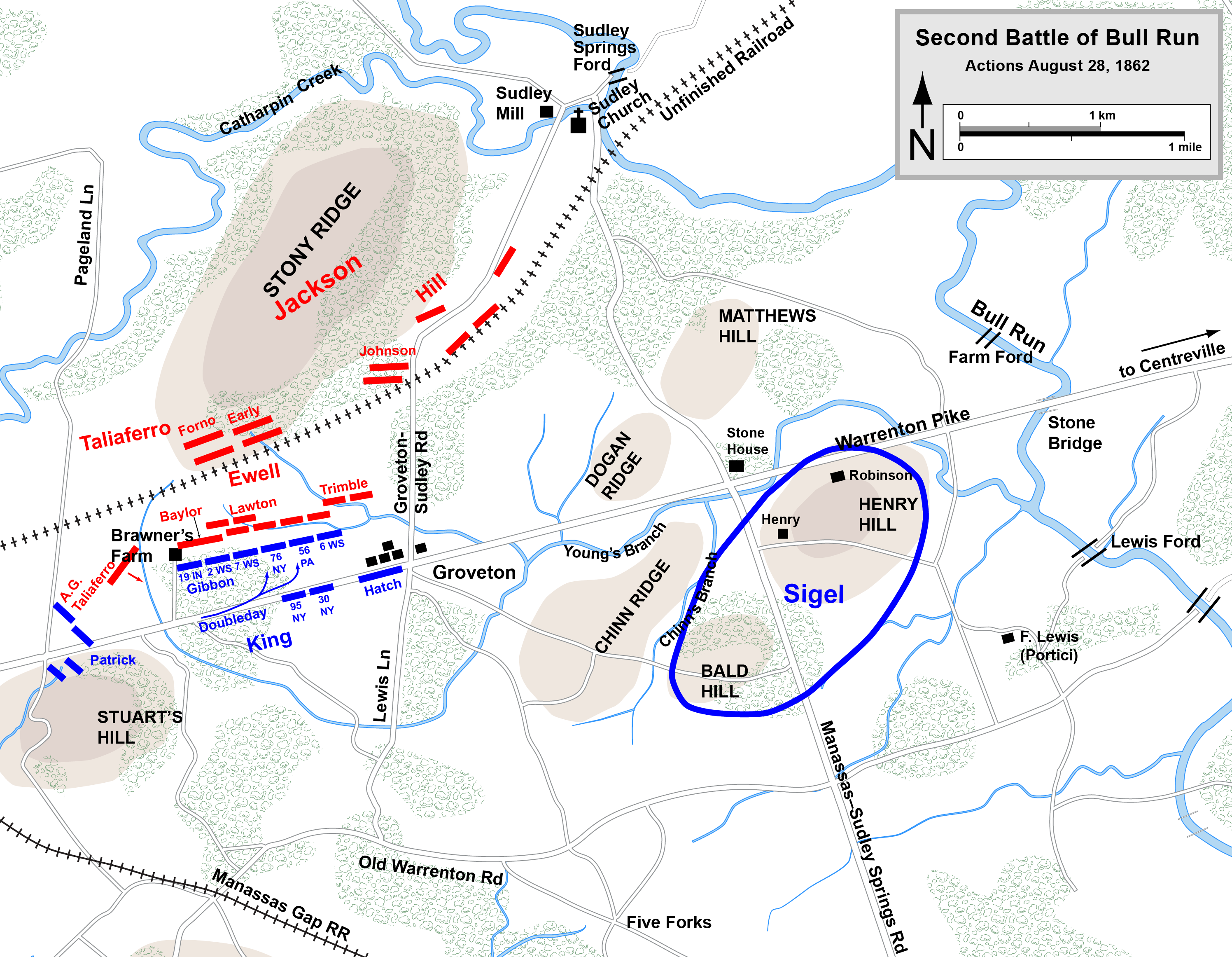
Gebeurtenissen bij Brawner's Farm op 28 augustus

De Tweede slag bij Bull Run begon op 28 augustus toen een Noordelijke colonne gezien werd door Jackson. De colonne marcheerde op de Warrenton Turnpike langs de boerderij van John Brawner. Deze colonne bestond uit eenheden van brigadegeneraal Rufus Kings divisie met brigades van John P. Hatch, John Gibbon, Abner Doubleday en Marsena R. Patrick. Ze marcheerden in oostelijke richting om de geplande troepenconcentratie bij Centreville te versterken. King was niet aanwezig na een epileptische aanval.
Jackson had het bericht ontvangen dat Longstreet op weg was. Daarom liet hij zich ongegeneerd zien aan de vijandelijke colonne. Hij werd echter genegeerd. Jackson vreesde dat Pope zijn leger terug zou trekken achter de Bull run om versterkingen te ontvangen van McClellans leger. Daarom viel hij de colonne aan. Hij reed terug naar de bossen waar zijn soldaten opgesteld stonden en zei tegen zijn bevelhebbers: "Laat onze mannen naar voren treden, heren." Rond 18.30u opende de Zuidelijke artillerie het vuur op het deel van de vijandelijke colonne dat aan hen voorbij trok. Dit was John Gibbon’s Black Hat Brigade (de latere Iron Brigade). Gibbon, een voormalige artillerist, opende het vuur met de Battery B, 4th U.S. Artillery. Het artillerieduel deed de colonne halt houden. Hatchs brigade was al het strijdtoneel gepasseerd. Patricks soldaten, achteraan in de colonne, zochten dekking. Gibbon en Doubleday kregen daarom de zwaarste klappen. Gibbon ging ervan uit dat de artillerie afkomstig was van J.E.B. Stuarts cavalerie omdat hij dacht dat Jackson in Centreville was en omdat de 14th Brooklyn Zouaves van Hatchs brigade de omgeving verkend hadden. Gibbon stuurde koeriers naar de andere brigades om ondersteuning te krijgen. De 2nd Wisconsin Infantry werd naar voren gestuurd om de kanonnen het zwijgen op te leggen.
De 2nd Wisconsin, onder leiding van kolonel Edgar O’Connor, rukte op door de eerste bossen. Toen ze uit de bossen verschenen, formeerden ze een slaglinie en stuurden scherpschutters naar voor om de vijandelijke scherpschutters uit de weg te ruimen. Zeer snel werden ze in de flank beschoten door 800 soldaten van de Stonewall Brigade onder leiding van kolonel William S. Baylor. De 2nd Wisconsin onderging het vijandelijke vuur en opende zelf het vuur op de Zuidelijken bij Brawners boomgaard. Op een afstand van slechts 100 meter openden de Zuidelijken opnieuw het vuur. Beide zijden stuurden verse eenheden naar het voortdurende vuurgevecht waarin het ene salvo het andere opvolgde gedurende twee uur. Gibbon stuurde nu het 19th Indiana naar voren. Jackson leidde persoonlijk de verschillende regimenten in plaats van de orders te geven aan divisiecommandant generaal-majoor Richard S. Ewell. Hij stuurde drie Georgiaregimenten van Alexander R. Lawtons brigade naar het vuurgevecht. Gibbon liet op zijn beurt de 7th Wisconsin naar voren komen. Nu stuurde Jackson Isaac Trimbles brigade naar voren om Lawton te ondersteunen. Trimble nam het op tegen de laatste van Gibbons regimenten namelijk de 6th Wisconsin.
Toen Trimble aan de gevechten deelnam moest Gibbon het gat tussen de 6th Wisconsin en de rest van zijn brigade dichten. Doubleday stuurde de 56th Pennsylvania en de 76th New York naar voren. Ze hielden een nieuwe Zuidelijke aanval tegen. Deze soldaten bereikten het strijdtoneel toen het al donker was en Trimble en Lawton voerden ongecoördineerde aanvallen uit. De bereden artillerie van kapitein John Pelham werd naar voren gebracht door Jackson. Ze vuurden op de 19th Indiana van nog geen 100 meter afstand. De gevechten stopten rond 21.00u toen Gibbon zijn mannen al vurend terug trok. Doubledays regimenten trokken zich geordend terug naar de hoofdweg. De gevechten waren onbeslist geëindigd. Toch hadden beide zijden veel manschappen verloren. De Noordelijken telden 1.150 slachtoffers en de Zuidelijken hadden 1.250 manschappen verloren. Van de 430 soldaten van de 2nd Wisconsin verloren ze er 276. De Stonewallbrigade verloor 340 van de 800 soldaten. De 21st en 26th Georgiaregimenten verloren 70% van hun effectief. Taliaferro en Ewell raakten gewond. Ewells rechterbeen moest geamputeerd worden.
Jackson was er niet in geslaagd om een beslissende overwinning te behalen door de invallende duisternis, het stuksgewijs inzetten van zijn eenheden en het verliezen van twee van zijn generaals door verwondingen. Hij slaagde er echter in om de aandacht van Pope te trekken. Pope dacht dat dit een achterhoedegevecht was terwijl Jackson zich terugtrok naar Centreville. Pope dacht dat hij hiermee Jackson had afgesneden van de hoofdmacht en misschien op tijd zou kunnen verslaan voor hij zich tegenover Lee bevond. Pope verstuurde die avond een verslag naar generaal-majoor Philip Kearny waarin stond: "Generaal McDowell heeft de terugtrekkende vijand gestopt en heeft een slaglinie gevormd... Tenzij hij kan ontsnappen via routes in noordelijke richting in de loop van de nacht, moet hij gevangen worden." Gibbon, King, Patrick en Doubleday overlegden met elkaar wat de volgende stap zou zijn. McDowell zelf was verdwaald in de omliggende bossen. Op aanraden van Gibbon vertrok de enige Noordelijke eenheid tussen Lee en Jackson rond 01.00u naar Centreville.
Pope verstuurde bevelen naar zijn officieren om Jackson te omsingelen en bij daglicht aan te vallen. Hij ging wel uit van enkele verkeerde veronderstellingen. Hij ging ervan uit dat McDowell en Sigel de vluchtroute van Jackson blokkeerden naar de Bull Run Mountains. De meeste van de Noordelijke eenheden waren echter ten zuidoosten van Jackson langs de Manassas-Sudley Road. Ook de veronderstelling van Pope dat Jackson zich aan het terugtrekken was, was volledig onjuist. Jackson had een sterke defensieve positie ingenomen terwijl hij vol ongeduld op Longstreet wachtte om zelf de aanval te openen. Pope was op de hoogte van Longstreets bewegingen. Toch bevatte Pope niet wat de mogelijke gevolgen zouden kunnen zijn voor de komende slag.

### 29 augustus: Jackson verdedigt zijn stellingen bij Stony Ridge

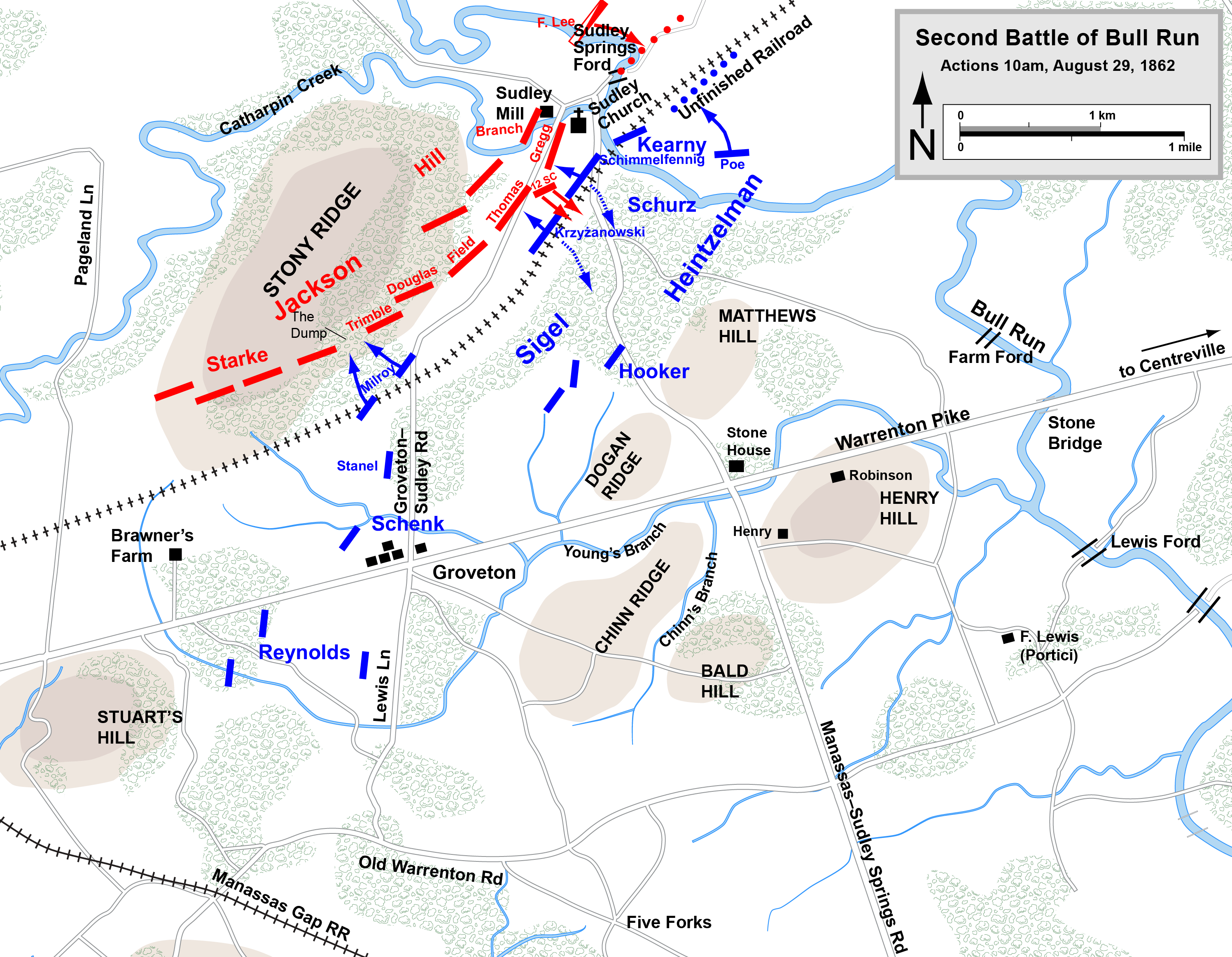
29 augustus, 10.00u: de aanval van Sigel

Jackson was de strijd bij Brawner’s Farm begonnen met de bedoeling om Pope op te houden totdat hijzelf versterking kreeg van Longstreet. Longstreets soldaten begonnen hun mars vanuit Thoroughfare Gap op 29 augustus om 06.00u. Jackson had Stuart naar Longstreet gestuurd om zijn eenheden naar reeds uitgekozen stellingen te begeleiden. Terwijl hij hun aankomst afwachtte, reorganiseerde Jackson zijn verdedigingslinie waarbij hij 20.000 soldaten in een 3 km lange linie opstelde ten zuiden van Stoney Ridge. Toen Jackson de opstelling van Sigels I Corps langs de Manassas-Sudley Road waarnam, stuurde hij A.P. Hills brigades naar de spoorwegovergang bij Sudley Church op zijn linkerflank. Hill besefte dat zijn positie geografisch zwak was omdat de bossen in de regio een efficiënt gebruik van artillerie in de weg stond. Niettemin stelde hij zijn brigades op in twee linies met de brigades van Maxcy Gregg en Edward L. Thomas in de eerste linie. In het centrum stelde Jackson twee brigades van Ewells divisie op (Ewell was na zijn amputatie vervangen door brigadegeneraal Alexander Lawton). Op de rechterflank stond William B. Taliaferros brigade opgesteld die vervangen was door brigadegeneraal William E. Starke.
Popes bedoeling was om Jackson aan te vallen op beide flanken. Hij gaf Fitz John Porter het bevel om richting Gainesville te gaan en aan te vallen op wat hij als de Zuidelijke rechterflank beschouwde. Hij gaf Sigel het bevel om Jacksons linkerflank aan te vallen bij het aanbreken van de dag. Sigel, onzeker over Jacksons posities, besloot om te naderen over een breed front, met Brig. Gen. Robert C. Schencks divisie, ondersteund door Brig. Gen. John F. Reynolds' divisie (Heintzelman's III Corps) op de linkerflank, Brig. Gen. Robert H. Milroys onafhankelijke brigade in het centrum, en Brig. Gen. Carl Schurz' divisie op de rechterflank. Schurz' twee brigades, in noordelijke richting bewegend op de Manassas-Sudley Road, maakten het eerst contact met Jacksons mannen, om ongeveer 7.00u
De aanval van Sigel tegen A.P. Hills divisie zou de strijd langs Stoney Ridge karakteriseren. Hoewel de onafgewerkte spoorweg op sommige plaatsen zeer makkelijk te verdedigen was, bestond de Zuidelijke tactiek uit het opvangen van de Noordelijke aanvallen en ze verjagen met tegenaanvallen. (Deze tactiek zou enkelen weken later in de Slag bij Antietam door Jackson opnieuw toegepast worden. Twee van Schurz’ brigades (onder leiding van brigadegeneraal Alexander Schimmelfennig en kolonel Włodzimierz Krzyżanowski) vochten een verbeten strijd uit met Gregg en Thomas. Toen Milroy de schoten hoorde, stuurde hij twee van zijn regimenten om Schurz bij te staan. Zij behaalden enige successen. De 82nd Ohio brak zelfs door de Zuidelijke linie bij een plaats die bekendstond als de Dump. Ze werden uiteindelijk teruggedreven. Schenck en Reynolds lagen onder vijandelijk artillerievuur. Ze beantwoorden dit met hun eigen artilleriebarrage. Zij zetten evenwel hun infanterie nog niet in.
Schurz veronderstelde dat Kearny’s divisie van het III Corps hem ondersteuning bood en opende een nieuwe aanval rond 10.00u. Kearny bleef echter waar hij was en de tweede aanval mislukte eveneens.

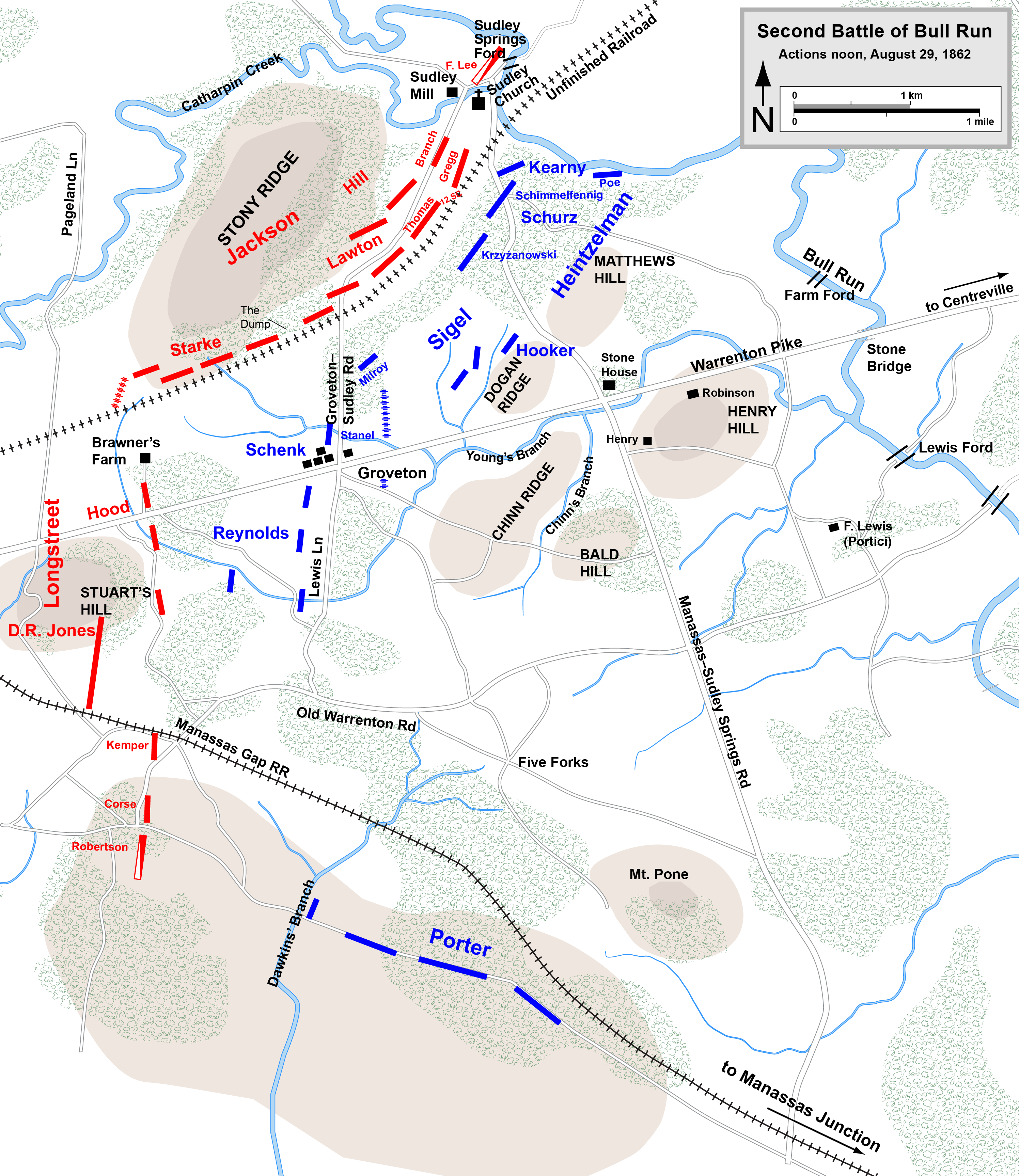
29 augustus, 12.00u: Longstreets aankomst.

Rond 13.00u werd Sigel versterkt door de divisie van generaal-majoor Joseph Hooker (III Corps) en de brigade van Isaac Stevens (IX Corps). Pope arriveerde eveneens op het strijdtoneel met de hoop dat de overwinning reeds behaald was. Ondertussen waren de eerste eenheden van Longstreet reeds in stelling gebracht naast Jacksons rechtervleugel. De brigade van John Bell Hood stond langs de Turnpike opgesteld. Op de rechterflank van Hood werden de divisies van James L. Kemper en David R. Jones opgesteld. Brigadegeneraal Cadmus M. Wilcoxs divisie kwam als laatste aan en werd in reserve gehouden.
Stuarts cavalerie botste op Porter, Hatch en McDowell langs de Manassas-Gainesville Road. Een kort vuurgevecht hield de Noordelijke colonne tijdelijk tegen. Net op dit moment brengt een koerier een boodschap voor Porter en McDowell van Pope, het zogenaamde "Joint Order". Dit document gaf een beschrijving van de aanvallen op Jacksons linkerflank, die al bezig waren. Er stond niets in wat Porter en McDowell moesten doen. In plaats van dat er beschreven stond dat ze "naar" Gainesville moesten oprukken om de zogenaamde onbeschermde rechterflank van Jackson aan te vallen, stond er te lezen dat ze moesten oprukken "richting" zodra de verbinding met de andere divisie tot stand gekomen was. Met andere woorden moesten ze hun opmars stoppen. Nergens in het document stond een duidelijk bevel waardoor het document vrijwel waardeloos werd als militair bevel.
Ondertussen misleidde een deel van Stuarts cavalerie onder leiding van kolonel Thomas Rosser de vijandelijke generaals door takken aan paarden te binden en daarmee rond te rijden. Zo kreeg de vijand de indruk dat er grote colonnes in aantocht waren. Rond deze tijd ontving McDowell een rapport van zijn cavaleriecommandant, John Buford dat er 17 infanterieregimenten, 1 batterij en 500 cavaleristen door Gainesville marcheerden rond 08.15u. Dit was Longstreets vleugel die in aantocht was. De Noordelijke opmars werd weer stilgelegd. Om onbekende reden stuurde McDowell het rapport van Buford pas door naar Pope na 19.00u. Pope was dus niet op de hoogte van Longstreets aanwezigheid en hij was evenmin op de hoogte van de opmars en positie van McDowell en Porter.
Toen alle eenheden van Longstreet opgesteld stonden, gaf Lee het bevel tot de aanval op de Noordelijke linkerflank. Longstreet zag echter de posities van Reynolds en Schenk. Ze overlapten de helft van zijn slaglinie. Daarom wilde Longstreet niet onmiddellijk aanvallen. Lee ging uiteindelijk akkoord toen hij van J.E.B. Stuart hoorde van de Noordelijke strijdmacht op de Gainesville-Manassas Road.

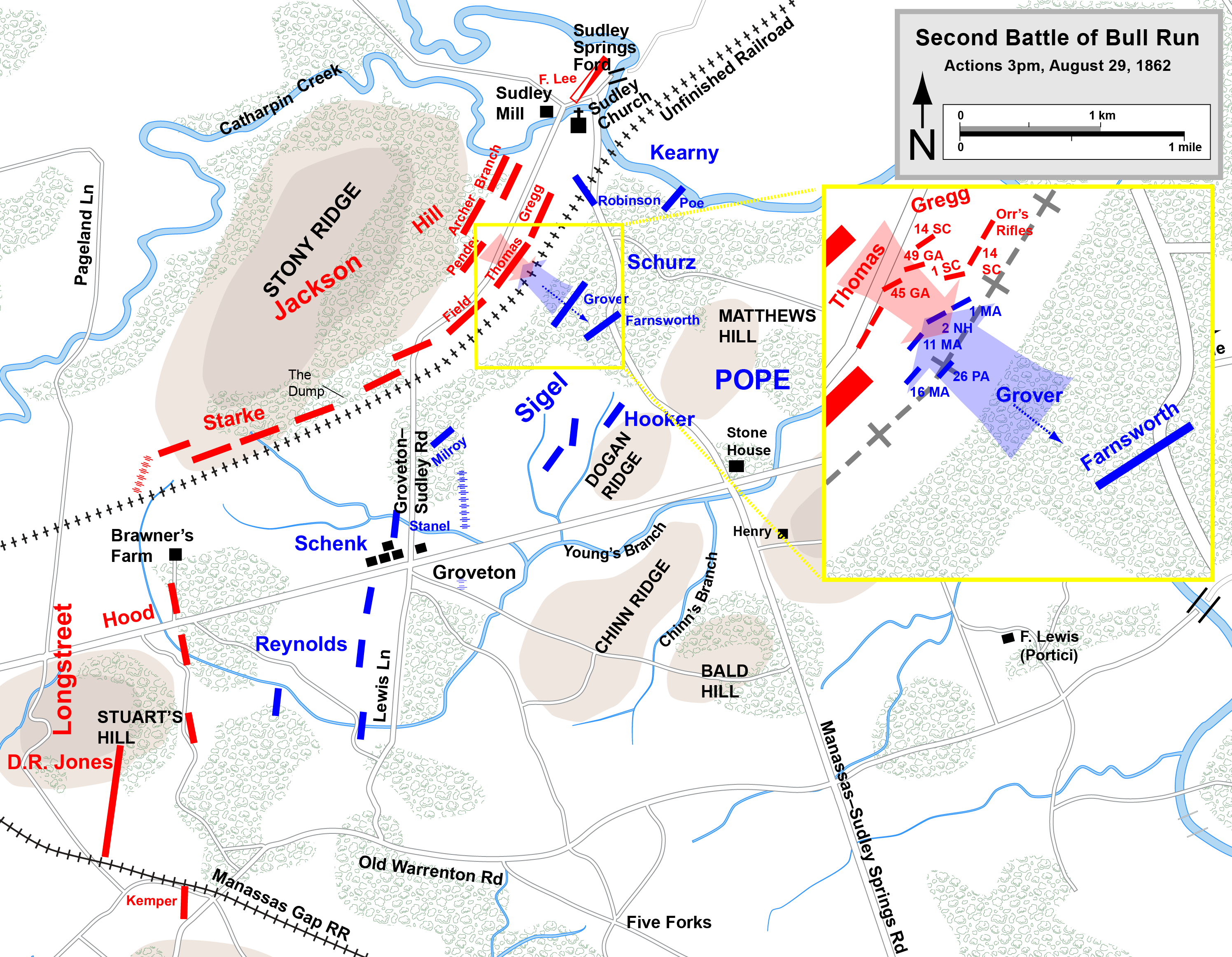
29 augustus, 15.00u: Grovers aanval

Pope, ervan uitgaande dat de aanval op Jacksons rechterflank uitgevoerd zou worden, gaf het bevel tot vier afzonderlijke aanvallen tegen Jacksons centrum met het doel de vijand vast te pinnen terwijl de rechterflank opgerold zou worden. Rond 15.00u viel de brigade van brigadegeneraal Cuvier Grover aan. Grover had geluk dat hij juist op een minder sterk verdedigde plaats aanviel tussen de brigades van Thomas en Gregg. De aanval kende maar een tijdelijk succes. Kearny bleef waar hij was en Pope stuurde geen versterkingen. De brigade van Dorsey Pender sloeg de aanval af.
Reynolds kreeg het bevel om een verkennende aanval via de zuidelijke zijde van de Turnpike uit te voeren en botste op Longstreets eenheden. Hij trok zich zonder strijd terug. Pope verwierp Reynolds beweringen en dacht dat hij op het V Corps van Porter gestoten was. Jesse Reno stuurde een brigade van het IX Corps naar voren om de aanval op het centrum van Jacksons slaglinie uit te voeren. Ondertussen was Trimbles brigade van de spoorwegberm verdreven. Na een Zuidelijke tegenaanval werd de linie hersteld en werden Nagles eenheden verjaagd.

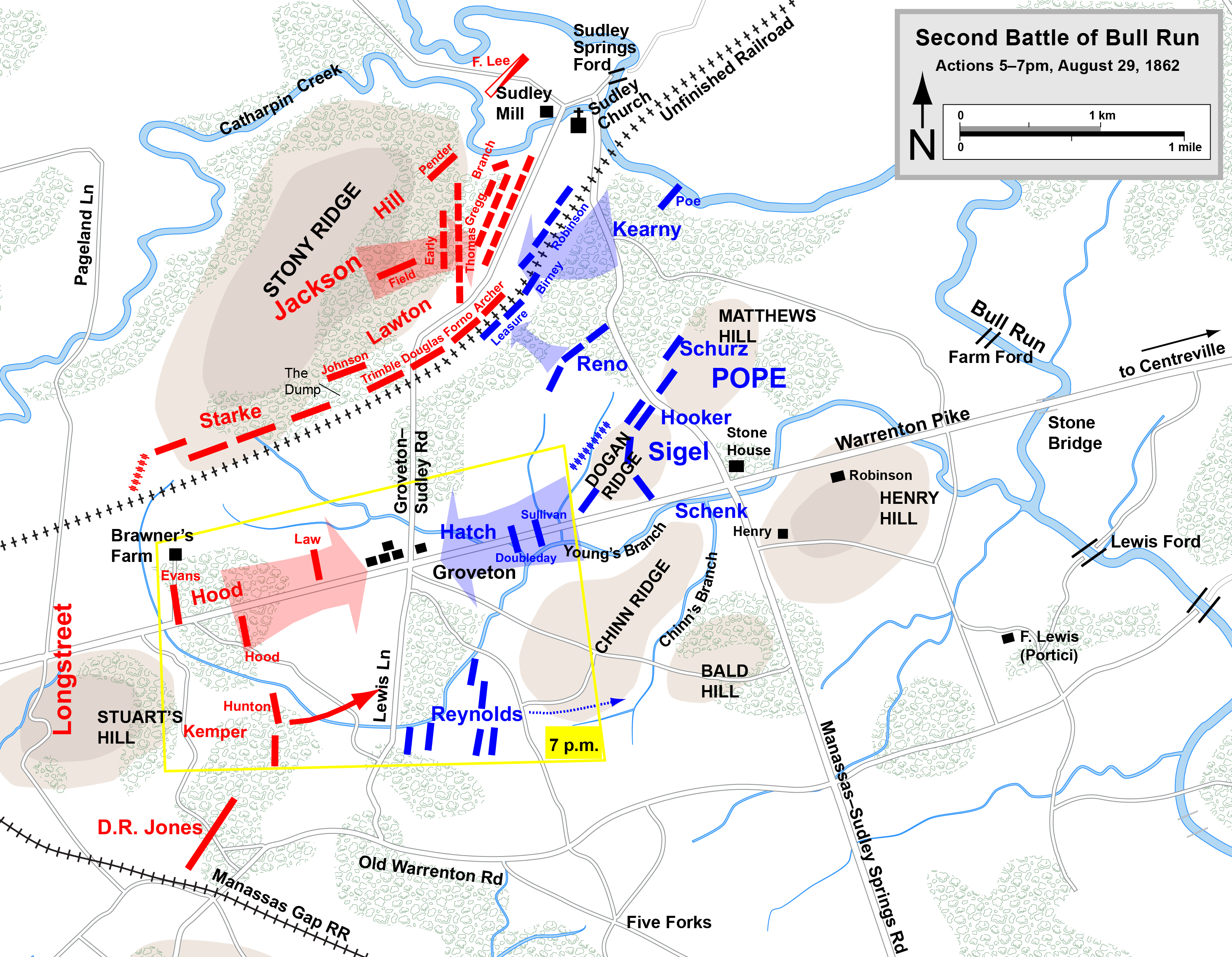
29 augustus, 17.00u tot 19.00u, Kearny's aanval, de strijd tussen Hood en Hatch

Rond 16.30u stuurde Pope eindelijk het order naar Porter om de aanval te openen. De koerier, Popes neefje, raakte verdwaald en leverde het bevel pas rond 18.30u af. Ondertussen moest Kearny de uiterste linkerflank van Jacksons stellingen aanvallen om de druk op te voeren op beide flanken van de vijand. Rond 17.00u viel Kearny A.P. Hills divisie aan met 10 regimenten. Na zware gevechten en verschillende tegenaanvallen door de brigades van Lawrence O'Bryan Branch en Jubal A. Early werd de Noordelijke aanval afgeslagen.
Longstreet zag hoe een deel van McDowells eenheden teruggetrokken werd en naar Henry House Hill verplaatst werd om Reynolds te ondersteunen. Hierdoor hernieuwde Lee zijn aanvalsplannen in dit deel van het slagveld. Longstreet had opnieuw zijn bedenkingen. Hij stelde voor om een verkenningseenheid uit te sturen om de sterkte en positie van de vijand te achterhalen om de hoofdaanval de volgende morgen uit te voeren. Lee keurde het voorstel goed en stuurde Hood naar voren om de verkenning uit te voeren. Ondertussen stuurde Pope de divisie van John P. Hatch via de westzijde van de Turnpike. Pope dacht dat de Zuidelijken zich terugtrokken en stuurde Hatch in de achtervolging. Bij Groveton crossroads botsten Hood en Hatch op elkaar. Na een kort vuurgevecht trokken beide partijen zich terug. Opnieuw werd Lee overtuigd om de aanval uit te stellen tegen een vijand die in sterke defensieve stellingen lag.
Toen Pope het nieuws vernam van McDowell over Bufors verslag, gaf hij uiteindelijk toe dat Longstreet in de buurt was. Hij ging er echter van uit dat de hoofdmacht van het Zuidelijk leger terug trok terwijl Longstreet de aftocht van Jackson zou dekken. Had Hoods divisie zich niet teruggetrokken? Pope gaf een uitdrukkelijk bevel aan Porter om zijn korps naar de Noordelijke hoofdmacht terug te brengen om de volgende dag een grootscheepse aanval te openen.

### 30 augustus: Longstreets tegenaanval en de Noordelijke terugtocht

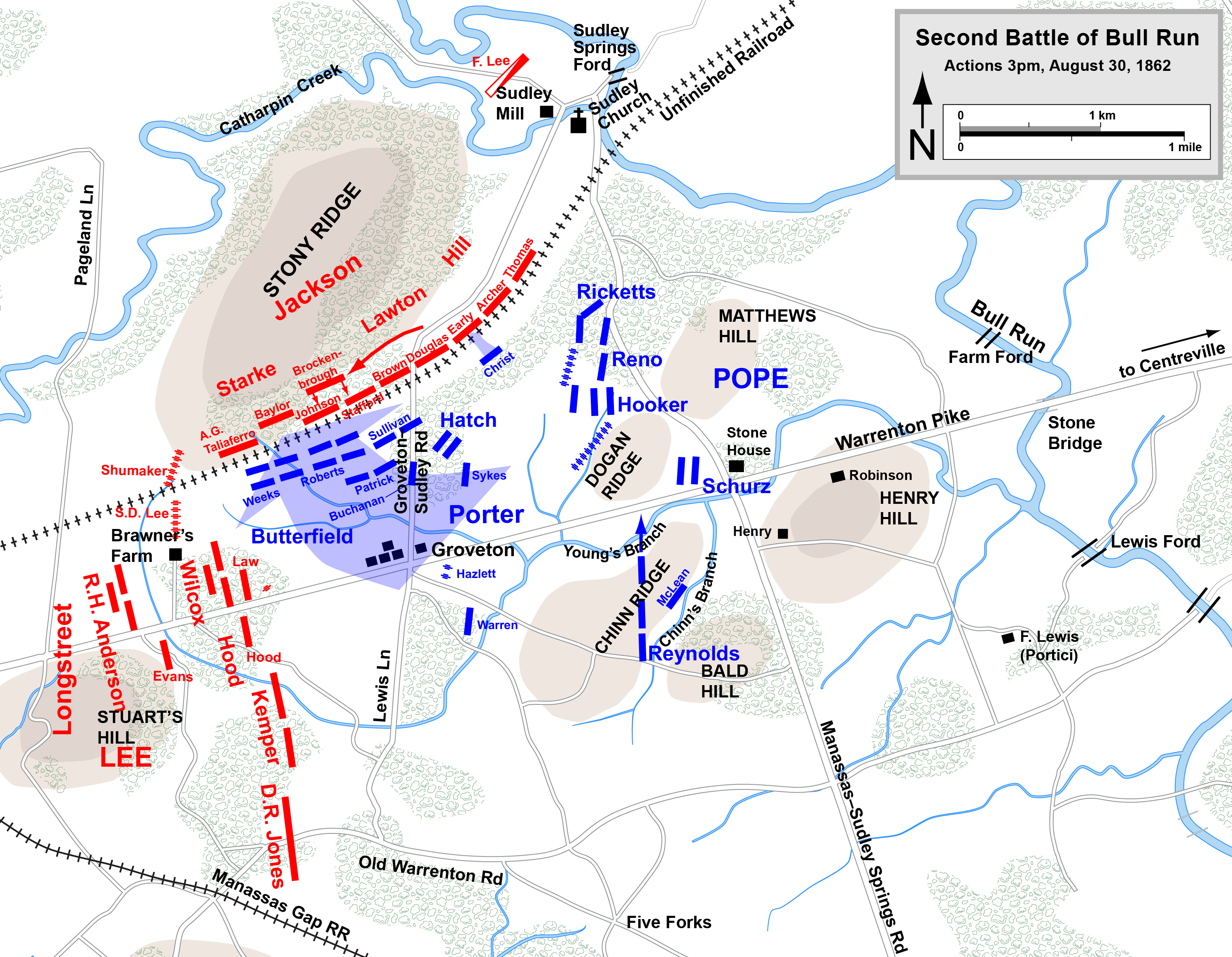
30 augustus, 15.00u, Porters aanval.

De laatste eenheden van Longstreet (de divisie van generaal-majoor Richard H. Anderson) arriveerden rond 03.00u op 30 augustus. Uitgeput en onbekend met dit gebied stopten ze op de helling ten oosten van Groveton. Bij dageraad zagen ze dat ze zich in een geïsoleerde stelling bevonden. Ze trokken zich terug naar hun eigen stellingen. Dit versterkte de overtuiging van Pope dat het Zuidelijke leger zich verder terug trok. Om 08.00u hield Pope een vergadering met zijn officieren. Ze probeerden hem ervan te overtuigen om de volgende stappen met de nodige omzichtigheid aan te pakken. Verkenners bij Stony Ridge hadden vastgesteld dat de stellingen van Jackson niet veranderd waren. Reynolds gaf aan dat sterke Zuidelijke eenheden bij de turnpike waren waargenomen. Porter bevestigde deze informatie. Heintzelmann en McDowell hadden hun eigen verkenningen uitgevoerd en de stellingen van Jackson over het hoofd gezien. Pope was hierdoor vastbesloten om de terugtrekkende vijand aan te vallen.
Kort na de middag vaardigde Pope orders uit bestemd voor Porter. Hij moest langs de westzijde van de turnpike oprukken, ondersteund door Hatch en Reynolds. Tegelijkertijd moesten Ricketts, Kearny en Hooker oprukken vanuit de Noordelijke rechterflank. Deze tangbeweging zou het “terugtrekkend” Zuidelijke leger moeten vernietigen. De Zuidelijken trokken zich niet terug maar hoopten juist op een Noordelijke aanval. Lee wachtte nog steeds het juiste moment af om de tegenaanval in te zetten met Longstreets eenheden. Lee stelde 18 kanonnen op ten noordoosten van Brawner Farm onder leiding van kolonel Stephen D. Lee. Zo was het gebied voor Jacksons stellingen onder schot mochten de Noordelijken oprukken.
Porters korps was niet klaar om de aanval te openen. De eenheden stonden opgesteld in de bossen ten noorden van de turnpike in plaats van het westen. Het duurde twee uur vooraleer de 10.000 soldaten hun nieuwe posities hadden ingenomen om Jacksons linie aan te vallen. De voorste divisie werd geleid door brigadegeneraal Daniel Butterfield die generaal-majoor Charles W. Roberts verving. De brigade van kolonel Henry Weeks vormde de linkerflank. Kolonel Charles W. Roberts’ brigade nam het centrum voor haar rekening. De divisie van Hatch nam de rechterflank waar. Twee brigades onder leiding van brigadegeneraal George Sykes vormden de reserve.
De Noordelijke soldaten wachtte een zware taak. Butterfields divisie moest meer dan 600 m open weidegrond overbruggen. Daarna moesten de soldaten de laatste 150m een helling opklimmen om ten slotte de sterke Zuidelijke stellingen bij de onafgewerkte spoorweg aan te vallen. Hatchs divisie moest slechts 300 m overbruggen. Ze moesten ondertussen wel een complexe beweging naar rechts maken onder vijandelijk vuur. De ervaren kanonniers van Stephen Lees batterijen en de vele salvo’s van de infanterie waren sterke tegenstanders. Toch slaagden de Noordelijken erin om de Zuidelijke linie te doorbreken. De 48 Virginia Infantry sloeg op de vlucht. De Stonewall Brigade vulde razend snel het ontstane gat op. Ze leden zware verliezen, waaronder kolonel Baylor. Tijdens deze gevechten vond een later beroemd geworden scène plaats. Zuidelijke soldaten van Johnsons en Staffords brigades verschoten zo veel munitie dat ze uiteindelijk stenen gooiden naar de aanvallende Noordelijken. Hierdoor werden verschillende Noordelijke soldaten gewond. Dit was de aanleiding voor de Noordelijken om de stenen terug te gooien. Om de verdediging van Jacksons linie te versterken, opende Longstreet het vuur met zijn artillerie op de aanstormende Noordelijke versterkingen.
Porter had zware verliezen geleden, daarom viel hij Sykes divisie niet aan. De aanval stokte. De voorste brigades moesten zichzelf zien te redden. Zonder ondersteuning moesten ze al vechtend terugtrekken waardoor er nog meer slachtoffers vielen. Sommige Zuidelijke soldaten van Starkes brigade zetten de achtervolging in maar werden terug gedrongen door de Noordelijke versterkingen langs de Groveton-Sudley Road. Jacksons vleugel had te weinig strijdbare mannen over om de achtervolging in te zetten. Zo kreeg Porter de nodige tijd om zijn linie te stabiliseren ten noorden van de turnpike. Irvin McDowell stuurde Reynolds divisie naar voren om Porter de nodige ondersteuning te bieden. Dit kon zware tactische gevolgen hebben. Slechts 2.200 Noordelijke soldaten stonden opgesteld ten zuiden van de Turnpike, waar ze spoedig tegenover een tienvoudige overmacht kwamen te staan.

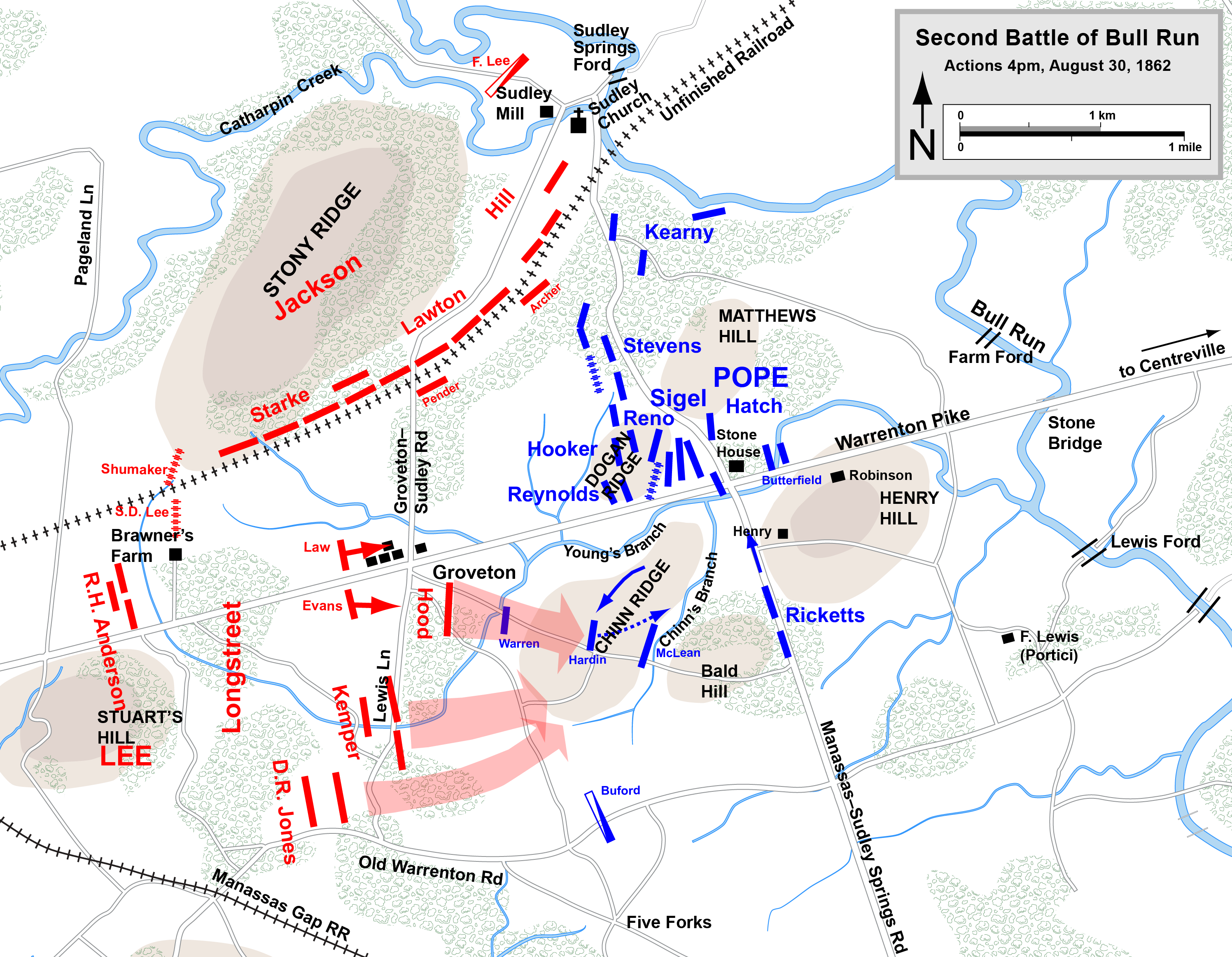
30 augustus, 16.00u: Begin van Longstreets aanval.

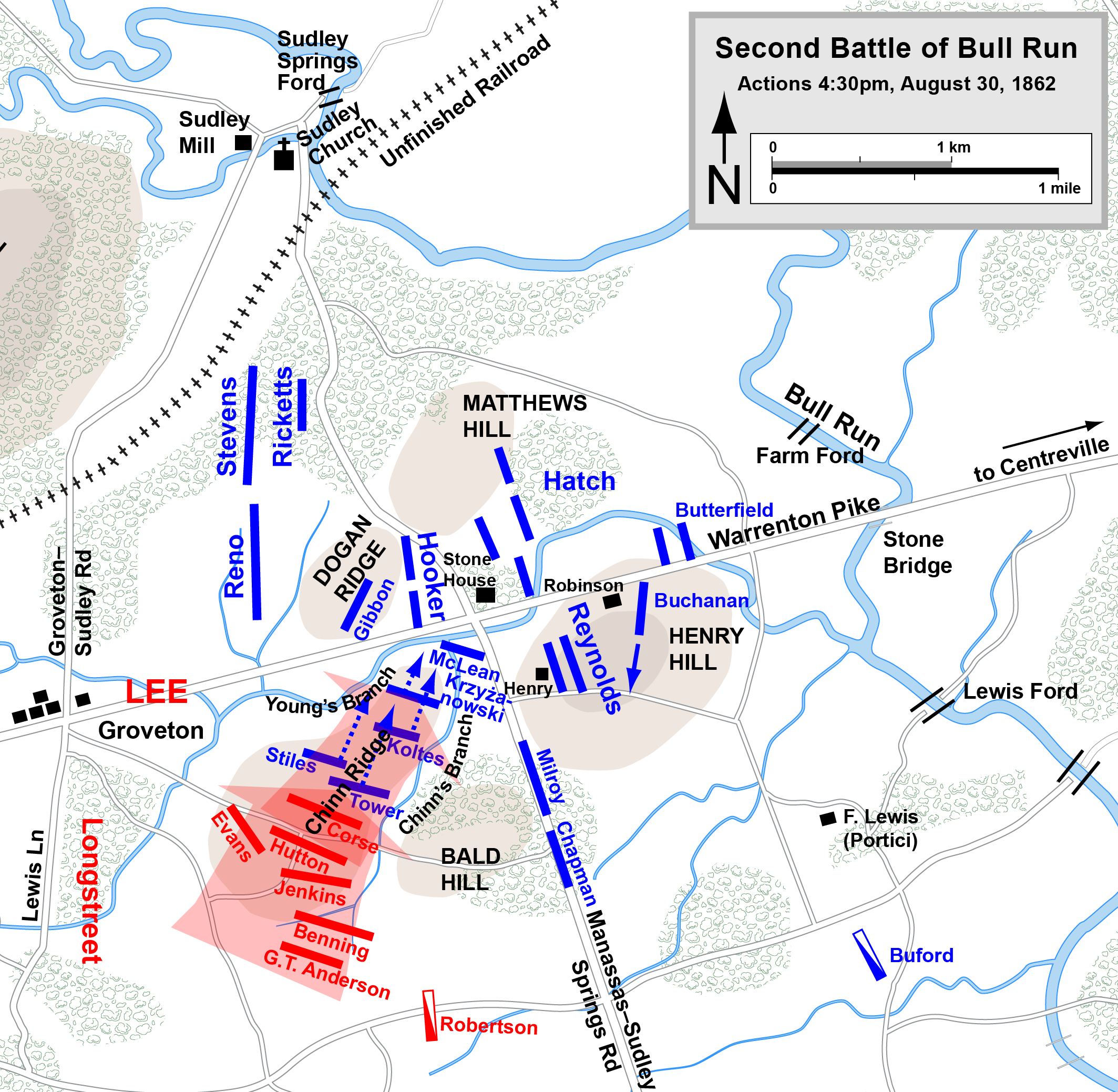
30 augustus, 16.30u: Noordelijke verdediging bij Chinn Ridge.

Lee en Longstreet achtten de tijd rijp om de steeds uitgestelde tegenaanval uit te voeren. Het doel was Henry House Hill. Dit was ook een belangrijk doel tijdens de Eerste Slag bij Bull Run. Deze heuvel was de sleutel tot de controle over het gebied waarlangs de Noordelijken zouden kunnen terugtrekken. Longstreet had 25.000 soldaten klaar staan verdeeld in 5 divisies. Ze stonden opgesteld vanaf Brawner's Farm in het noorden tot 2 km verder zuidwaarts langs de Manassas Gap spoorweg. Om de heuvel te bereiken, moesten ze 3 km terrein overbruggen dat bestond uit dichte bebossing, riviertjes en steile hellingen. Longstreet wist dat een gecoördineerde aanval over zo’n terrein moeilijk zou zijn. Daarom was het initiatief en de inzet van zijn divisiecommandanten doorslaggevend. De voorste divisie stond onder leiding van John Bell Hood. Ze werden ondersteund door de soldaten van Nathan G. Evans. Aan Hoods rechterkant stonden de divisies van Kemper en Jones. Andersons divisie werd in reserve gehouden. Net voor de aanval stuurde Lee een bericht naar Jackson: "Generaal Longstreet valt aan, kijk uit naar en bescherm zijn linkerflank. "
De Noordelijke verdediging ten zuiden van de turnpike bestond uit slechts twee brigades onder leiding van kolonel Nathaniel McLean (Schencks divisie, Sigels I Corps) en kolonel Gouverneur K. Warren (Sykes' divisie, Porters V Corps). McLean stond opgesteld op Chinn Ridge. Warren had zijn stellingen bij Groveton, ongeveer 800 m verder in westelijk richting. Hoods soldaten begonnen met de aanval rond 16.00u. Warrens twee regimenten (5th New York Volunteer Infantry en de 10th New York (National Zouaves)) werden vrijwel meteen onder de voet gelopen. Binnen de eerste tien minuten van de gevechten hadden de 5th New York ongeveer 300 van de 500 soldaten verloren. Dit was het grootste verlies van een regiment tijdens de oorlog.
Toen Pope en McDowell beseften in wat voor gevaarlijke situatie ze zich bevonden, stuurden ze eenheden naar Henry House Hill. Totdat dit uitgevoerd was, was de brigade van McLean de enige die de Zuidelijke stormloop kon vertragen. De 1.200 soldaten uit Ohio werden opgesteld in vier regimenten met hun linie in westelijke richting op Chinn Ridge. Eén artilleriebatterij kon hen ondersteunen. De eerste twee aanvallen uitgevoerd door Shank Evans brigade en Hoods mannen werd afgeslagen. De derde aanval van kolonel Montgomery D. Corse kende wel succes. McLeans soldaten dachten dat het om eigen troepen ging en stopten met vuren. Toen ze hun fout inzagen, volgde een 10 minuten durend vuurgevecht. Het ondersteunende vuur van de Louisianabatterij deed de Noordelijke linie instorten. De brigade had 33% van haar effectief verloren. Wel had Pope 30 kostbare minuten gekregen om zijn versterkingen naar Henry House Hill te dirigeren.
De eerste twee Noordelijke brigades waren van Ricketts divisie onder leiding van brigadegeneraal Zealous B. Tower en kolonel Robert Stiles. Towers brigade werd onder de voet gelopen door aanvallen uit drie richtingen. Zijn artillerie werd veroverd en hijzelf raakte ernstig gewond. Stiles’ brigade ging ten onder door aanvallen van twee verse brigades van Kempers divisie. Tijdens deze zware gevechten raakte kolonel Fletcher Webster van de 12th Massachusetts dodelijk gewond. Twee andere Noordelijke brigades van Sigels I Corps werden naar voren gestuurd onder leiding van kolonel John Koltes en kolonel Włodzimierz Krzyżanowski. Ook zij konden het tij niet keren. De voorste eenheden van Jones’ divisie (onder leiding van kolonels George T. Anderson en Henry L. Benning overrompelden alle Noordelijke tegenstand bij Chinn Ridge rond 18.00u. Deze aanval werd eveneens duur betaald door de Zuidelijken. Hoods en Kempers divisies leden zware verliezen. Henry House Hill was nog enkele honderden meters verder en met 1 uur daglicht te gaan zou het moeilijk zijn om hun uiteindelijk doel te bereiken.

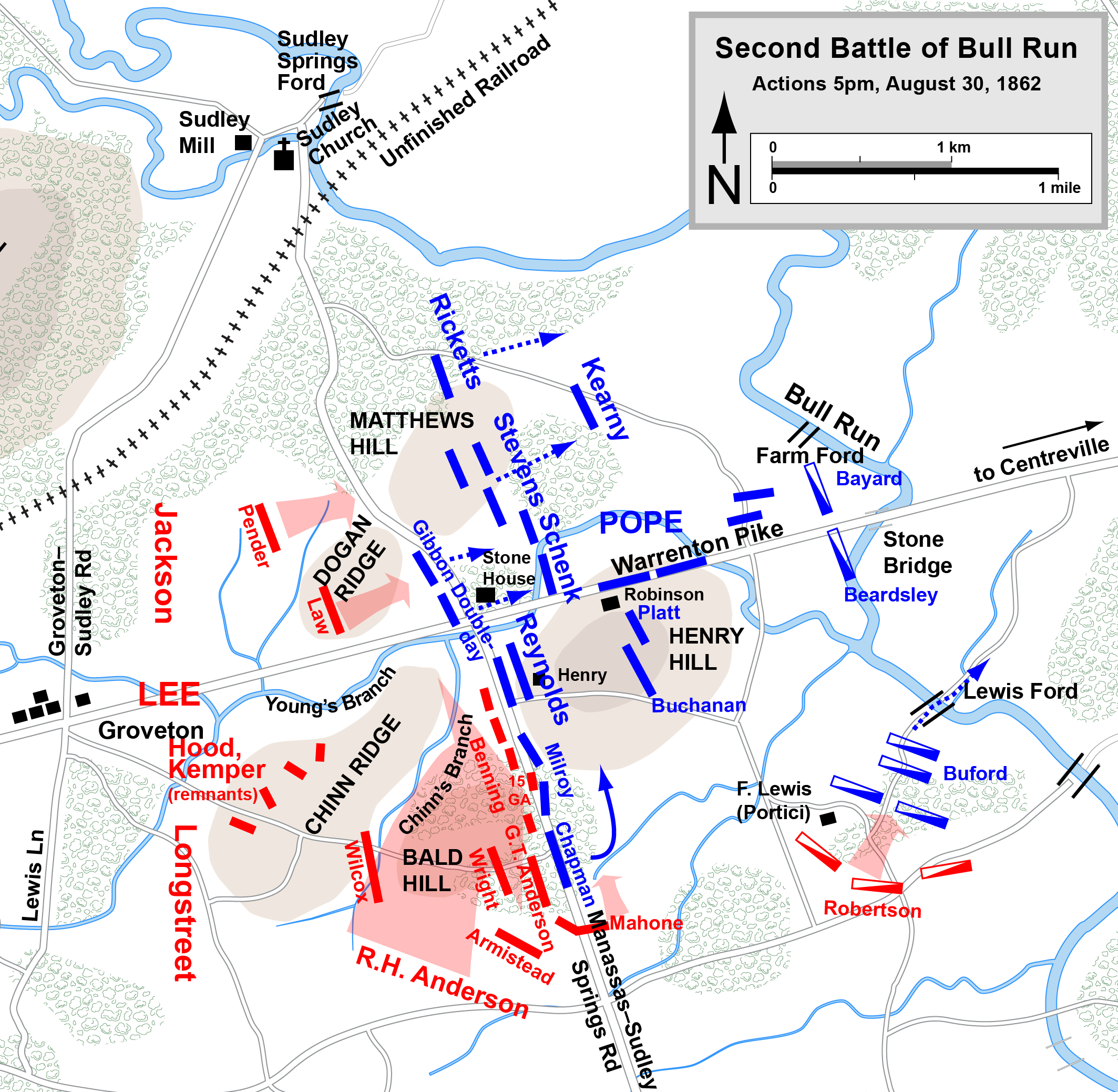
30 augustus, 17.00u: Laatste Zuidelijke aanvallen, begin van de Noordelijke terugtocht.

Tijdens de eerste twee uur van de Zuidelijke aanval was Pope erin geslaagd om vier brigades bij Henry House Hill te posteren. Dit waren twee brigades van Reynolds divisie, een van Sykes en een van Robert H. Milroys onafhankelijke brigade. Lee besefte dat er nog meer mankracht nodig zou zijn om Henry House Hill te bereiken. Hij stuurde daarom Richard Andersons divisie (die tot dan in reserve werd gehouden) in de strijd.
Terwijl Anderson naar voren trok, viel D.R. Jones de heuvel aan met de brigades van Benning en G.T. Anderson. Deze aanval met 3.000 soldaten werd echter slordig uitgevoerd en de vier Noordelijke brigades hielden stand. De aankomst van twee van Andersons brigades voerde de druk op. De brigade van Sykes divisie moest haar stellingen prijsgeven omdat het geen natuurlijke dekking had. Dit succes werd echter niet uitgebuit door Anderson, misschien door de invallende duisternis. De heuvel bleef in Noordelijke handen.
Generaal Thomas Jackson voerde een aanval uit rond 18.00u. Deze aanval kwam veel te laat. De aanval viel samen met het bevel van Pope tot de terugtocht van eenheden van de turnpike om Henry House Hill te beschermen. De Zuidelijken veroverden enkele batterijen. Rond 19.00u had Pope een sterke defensieve positie rond Henry House Hill gevestigd. Om 20.00u trok hij zijn leger terug naar Centreville. In tegenstelling tot de vlucht na de Eerste Slag bij Bull Run was deze aftocht gedisciplineerd en rustig. De Zuidelijken zetten de achtervolging niet in. Ze hadden te weinig munitie en waren te uitgeput. Lee had de slag gewonnen. Toch had hij zijn doel niet bereikt. Het vijandelijk leger kon ordelijk terugtrekken in plaats van vernietigd te worden.

## Gevolgen
De Noordelijken verloren 10.000 man (doden en gewonden) van de 62.000 ingezette soldaten. De Zuidelijken hadden ongeveer 8.300 manschappen verloren van de 50.000 soldaten.
 Terwijl het Noordelijke leger zich rond Centreville concentreerde, plande Lee zijn volgende zet. Hij stuurde Jackson op pad om een nieuwe flankeerbeweging uit te voeren zodat hij tussen Washington en Pope zou staan. Dit plan mislukte echter toen op 1 september de Slag bij Chantilly uitgevochten werd. Lee begon op 3 september al aan zijn volgende campagne toen hij de Potomac overstak en Maryland binnenviel. Dit zou leiden tot de Slag bij Antietam.
Op 12 september 1862 werd Pope van zijn commando ontheven. De restanten van zijn leger werden opgenomen in McClellans Army of the Potomac. Pope werd overgeplaatst naar het Department of the Northwest in Minnesota waar hij het in 1862 opnam tegen de Dakota-indianen. Pope probeerde de schuld af te schuiven op anderen voor de rampzalige veldtocht. Op 25 november 1862 werd Fitz John Porter gearresteerd en voor de krijgsraad gebracht. In januari 1863 werd ook Pope gearresteerd en schuldig gevonden aan ongehoorzaamheid. Op 21 januari 1863 werd hij ontslagen. De rest van zijn leven zou hij dit vonnis aanvechten. In 1878 werd Porter gerehabiliteerd door een speciale commissie die voorgezeten werd door generaal John M. Schofield.
Eerste Slag bij Bull Run · Tweede Slag bij Bull Run · Slag bij Antietam · Slag bij Fredericksburg · Slag bij Chancellorsville · Slag bij Gettysburg · Slag in de Wildernis · Slag bij Spotsylvania Court House · Slag bij Cold Harbor · Beleg van Petersburg